# Élite (hockey)
De Élite is de hoogste afdeling van de Franse hockeycompetitie. Sinds 1899 wordt er in Frankrijk gestreden om het landskampioenschap hockey. De competitie is sinds die tijd verscheidene keren van vorm veranderd. Momenteel doen bij zowel de mannen 10 en bij de vrouwen 8 ploegen mee. Na de competitie aan het einde van het seizoen strijden de 4 hoogst geklasseerde ploegen in de play-offs om het kampioenschap. De twee laagst geklasseerde ploegen degraderen.

## Kampioenen van Frankrijk sinds 1899
| seizoen | mannen                  | vrouwen                    |
| ------- | ----------------------- | -------------------------- |
| 1899    | Racing Club de France   |                            |
| 1900    | CA Internationale Paris |                            |
| 1901    | CA Internationale Paris |                            |
| 1902    | HC Paris                |                            |
| 1903    | Racing Club de France   |                            |
| 1904    | CA Internationale Paris |                            |
| 1905    | Stade Français          |                            |
| 1906    | CA Internationale Paris |                            |
| 1907    | Brittany HC             |                            |
| 1908    | CA Internationale Paris |                            |
| 1909    | Racing Club de France   |                            |
| 1910    | Stade Français          |                            |
| 1911    | Stade Français          |                            |
| 1912    | Stade Français          |                            |
| 1913    | Stade Français          |                            |
| 1914    | Stade Français          |                            |
| 1915    | Niet gehouden           |                            |
| 1916    | Niet gehouden           |                            |
| 1917    | Niet gehouden           |                            |
| 1918    | Niet gehouden           |                            |
| 1919    | Niet gehouden           |                            |
| 1920    | Stade Français          |                            |
| 1921    | Olympique Lillois       |                            |
| 1922    | VGA Médoc               |                            |
| 1923    | Olympique Lillois       | Racing Club de France      |
| 1924    | Olympique Lillois       | Racing Club de France      |
| 1925    | Lille MHC               | Stade Français             |
| 1926    | Racing Club de France   | Racing Club de France      |
| 1927    | Lille MHC               | Stade Français             |
| 1928    | Lille MHC               | Paris Université Club      |
| 1929    | Racing Club de France   | Stade Français             |
| 1930    | Racing Club de France   | Racing Club de France      |
| 1931    | Stade Français          | Stade Français             |
| 1932    | Stade Français          | Racing Club de France      |
| 1933    | Stade Français          | Racing Club de France      |
| 1934    | Stade Français          | Stade Français             |
| 1935    | Stade Français          | Racing Club de France      |
| 1936    | Lille MHC               | Racing Club de France      |
| 1937    | Stade Français          | Stade Français             |
| 1938    | Stade Français          | FC Lyon                    |
| 1939    | Stade Français          | SA Villa Primrose Bordeaux |
| 1940    | Niet gehouden           | Niet gehouden              |
| 1941    | Niet gehouden           | Niet gehouden              |
| 1942    | Niet gehouden           | Niet gehouden              |
| 1943    | Racing Club de France   | Stade Français             |
| 1944    | Stade Français          | Tennis HC Moulins          |
| 1945    | Niet gehouden           | Niet gehouden              |
| 1946    | Stade Français          | Vie au Grand Air du Medoc  |
| 1947    | Lille MHC               | FC Lyon                    |
| 1948    | VGA Médoc               | Vie au Grand Air du Medoc  |
| 1949    | Stade Français          | FC Lyon                    |
| 1950    | SAV Primrose            | Stade Français             |
| 1951    | Stade Français          | FC Lyon                    |
| 1952    | Stade Français          | FC Lyon                    |
| 1953    | Stade Français          | Stade Français             |
| 1954    | SAV Primrose            | FC Lyon                    |
| 1955    | SAV Primrose            | Racing Club de France      |
| 1956    | SAV Primrose            | Racing Club de France      |
| 1957    | Stade Français          | Racing Club de France      |
| 1958    | UAI Paris               | FC Lyon                    |
| 1959    | US Metro Paris          | Stade Français             |
| 1960    | Racing Club de France   | Stade Français             |
| 1961    | Racing Club de France   | Stade Français             |
| 1962    | UAI Paris               | Stade Français             |
| 1963    | UAI Paris               | Stade Français             |
| 1964    | Lille MHC               | Stade Français             |
| 1965    | Lille MHC               | Stade Français             |
| 1966    | Lille MHC               | Racing Club de France      |
| 1967    | Lyon OU                 | Stade Français             |
| 1968    | FC Lyon                 | Stade Français             |
| 1969    | FC Lyon                 | Stade Français             |
| 1970    | FC Lyon                 | Stade Français             |
| 1971    | FC Lyon                 | Stade Français             |
| 1972    | FC Lyon                 | Racing Club de France      |
| 1973    | FC Lyon                 | Stade Français             |
| 1974    | FC Lyon                 | Stade Français             |
| 1975    | FC Lyon                 | La Baumette                |
| 1976    | FC Lyon                 | Stade Français             |
| 1977    | FC Lyon                 | Stade Français             |
| 1978    | Stade Français          | Stade Français             |
| 1979    | Racing Club de France   | Stade Français             |
| 1980    | FC Lyon                 | Stade Français             |
| 1981    | Amiens SC               | Stade Français             |
| 1982    | Amiens SC               | Stade Français             |
| 1983    | Racing Club de France   | Amiens SC                  |
| 1984    | Lille MHC               | Amiens SC                  |
| 1985    | Racing Club de France   | Stade Français             |
| 1986    | Amiens SC               | Stade Français             |
| 1987    | Amiens SC               | Stade Français             |
| 1988    | Amiens SC               | Stade Français             |
| 1989    | Amiens SC               | Stade Français             |
| 1990    | Racing Club de France   | Stade Français             |
| 1991    | Racing Club de France   | Stade Français             |
| 1992    | Racing Club de France   | Stade Français             |
| 1993    | Racing Club de France   | Amiens SC                  |
| 1994    | Racing Club de France   | Stade Français             |
| 1995    | Racing Club de France   | Amiens SC                  |
| 1996    | Racing Club de France   | Stade Français             |
| 1997    | Lille MHC               | Stade Français             |
| 1998    | CA Montrouge            | Stade Français             |
| 1999    | Lille MHC               | Cambrai HC                 |
| 2000    | Lille MHC               | Cambrai HC                 |
| 2001    | Lille MHC               | Lille MHC                  |
| 2002    | CA Montrouge            | Lille MHC                  |
| 2003    | Lille MHC               | Cambrai HC                 |
| 2004    | CA Montrouge            | Lille MHC                  |
| 2005    | Stade Français          | Cambrai HC                 |
| 2006    | St Germain HC           | St Germain HC              |
| 2007    | St Germain HC           | Lille MHC                  |
| 2008    | St Germain HC           | St Germain HC              |
| 2009    | St Germain HC           | Cambrai HC                 |
| 2010    | CA Montrouge            | CA Montrouge               |
| 2011    | CA Montrouge            | Lille MHC                  |
| 2012    | Lille MHC               | Stade Français             |
| 2013    | St Germain HC           | IH Lambersart              |
| 2014    | St Germain HC           | SA Mérignac                |
| 2015    | Racing Club de France   | IH Lambersart              |
| 2016    | Racing Club de France   | Douai Hockey Club          |
| 2017    | Racing Club de France   | Lille MHC                  |
| 2018    | St Germain HC           | Lille MHC                  |
| 2019    | St Germain HC           | Lille MHC                  |
| 2020    | Niet gehouden           | Niet gehouden              |
| 2021    | Niet gehouden           | Niet gehouden              |
| 2022    | CA Montrouge            | IH Lambersart              |
| 2023    | CA Montrouge            | Cambrai HC                 |
| 2024    | Lille MHC               | Cambrai HC                 |

Australië · België (heren · dames) · Duitsland · Engeland · Finland · Frankrijk · Ierland · India (PHL/WSH/HIL) · Italië · Nederland · Nieuw-Zeeland · Oostenrijk · Polen · Rusland · Schotland · Spanje · Zwitserland